# Possis
Possis (en llatí Possis, en grec antic Πόσσις) fou un escriptor grec.
Només el menciona Ateneu de Naucratis, que fa referència a dues de les seves obres, concretament a un llibre (el tercer) d'una història de les amazones (Ἀμαζονίς), i un altre llibre (també el tercer) d'una història de Magnèsia (Μαγνητικά).